# Michael Calfan
Michael Calfan, właśc. Michaël Calfan (ur. 12 listopada 1990 w Paryżu) – francuski DJ i producent muzyczny. W 2015 roku stał się znany dzięki utworowi „Treasured Soul”.

## Życiorys
Michel Calfan urodził się w 1990 roku w Paryżu. Tworzeniem muzyki zainteresował się jako nastolatek, gdy jeden z jego przyjaciół pokazał mu na swoim komputerze program do tworzenia muzyki. Karierę muzyczną rozpoczął w 2008 roku. Zainspirował się wykonawcami muzyki french touch, szczególnie Modjo, Daft Punk oraz Demon.
W 2008 roku wydał swój pierwszy singel pt. „Twisted Bitch”. 2011 wydał singel „Resurrection”, który notowany był na listach przebojów we Francji i w Holandii. W tym samym roku przez wytwórnię Yellow Productions, założoną przez Boba Sinclara wydał minialbum zatytułowany Black Rave. W 2012 roku był nominowany do nagród NRJ DJ Awards w kategorii największe frankofońskie objawienie. Tegoż samego wydał single „Let Your Mind Go” wspólnie ze szwedzkim DJ-em Johnem Dahlbäckem oraz singel „Falcon”. W następnym roku wspólnie z Fedde Le Grandem wydał singel pt. „Lion (Feel the Love)”.
W 2014 nagrał singel „Prelude”, który był notowany na trzydziestym trzecim miejscu notowania Dance/Mix Show Airplay amerykańskiego magazynu Billboardu. W 2015 roku popularność przyniósł mu singiel „Treasured Soul”. Utwór był notowany min. na siedemnastu miejscu UK Singles Chart, a także na listach przebojów we Francji i w Szwajcarii. 6 maja w Brukseli odebrał nagrodę Fun Radio Dj Awards w kategorii Największe francuskie objawienie.
W 2015 ponownie nominowany był do nagród NRJ DJ Awards, tym razem w kategorii Najlepszy francuski DJ. W 2016 wyruszył w trasę koncertową Nobody Does It Better Tour.

## Dyskografia

### Albumy
Minialbumy
| Rok  | Dane dot. albumu                                                                                  |
| ---- | ------------------------------------------------------------------------------------------------- |
| 2011 | Black Rave - Wydany: 31 marca 2011 - Wytwórnia: Yellow Productions - Format: Digital download, CD |

### Single
| Rok                                                     | Singel                                                                    | Pozycje na listach przebojów | Pozycje na listach przebojów | Pozycje na listach przebojów | Pozycje na listach przebojów |
| Rok                                                     | Singel                                                                    | FRA                          | NED                          | SWI                          | UK                           |
| ------------------------------------------------------- | ------------------------------------------------------------------------- | ---------------------------- | ---------------------------- | ---------------------------- | ---------------------------- |
| 2008                                                    | „Twisted Bitch”                                                           | –                            | –                            | –                            | –                            |
| 2010                                                    | „Galactiça”                                                               | –                            | –                            | –                            | –                            |
| 2010                                                    | „Go”                                                                      | –                            | –                            | –                            | –                            |
| 2010                                                    | „She Wants It”                                                            | –                            | –                            | –                            | –                            |
| 2010                                                    | „Ching Choing” (gościnnie Kaye Styles)                                    | –                            | –                            | –                            | –                            |
| 2011                                                    | „The Bomb”                                                                | –                            | –                            | –                            | –                            |
| 2011                                                    | „Resurrection”                                                            | 199                          | 63                           | –                            | –                            |
| 2013                                                    | „Let Your Mind Go” (Michael Calfan & John Dahlbäck, gościnnie Andy P)     | –                            | –                            | –                            | –                            |
| 2013                                                    | „Falcon”                                                                  | –                            | –                            | –                            | –                            |
| 2014                                                    | „Lion (Feel the Love)” (Fedde Le Grand & Michael Calfan, gościnnie Max'C) | –                            | –                            | –                            | –                            |
| 2014                                                    | „Prelude”                                                                 | –                            | –                            | –                            | –                            |
| 2015                                                    | „Treasured Soul”                                                          | 101                          | –                            | 66                           | 17                           |
| 2015                                                    | „Mercy”                                                                   | –                            | –                            | –                            | –                            |
| 2016                                                    | „Breaking the Doors”                                                      | –                            | –                            | –                            | –                            |
| 2016                                                    | „Nobody Does It Better”                                                   | –                            | –                            | –                            | –                            |
| 2016                                                    | „Brothers”                                                                | –                            | –                            | –                            | –                            |
| „–” oznacza, że album nie był notowany na danej liście. |                                                                           |                              |                              |                              |                              |

### Współpraca artystyczna
| Rok  | Wykonawca    | Utwór                                        | Album       | Autor tekstu | Producent |
| ---- | ------------ | -------------------------------------------- | ----------- | ------------ | --------- |
| 2009 | Sliimy       | „Paint Your Face” (Bob Sinclar Mix)          |             |              | T         |
| 2012 | Bob Sinclar  | „Around The World” (gościnnie Gilbere Forte) | Disco Crash | T            |           |
| 2013 | Orange Grove | „Ready For It”                               |             | T            |           |

### Teledyski
| Rok  | Utwór                   |
| ---- | ----------------------- |
| 2013 | „Let Your Mind Go”      |
| 2014 | „Prelude”               |
| 2015 | „Treasured Soul”        |
| 2015 | „Mercy”                 |
| 2015 | „Breaking the Doors”    |
| 2016 | „Nobody Does It Better” |

### Remiksy
2010
- Bob Sinclar & Sahara – „I Wanna” (gościnnie Shaggy)
- SomethingALaMode – „5am” (gościnnie K Flay)
- Lyszak – „Tonight”
- Louis Botella & DJ Joss – „Change the World”
- Sunny Bee – „Shake It Girl”

2011
- Bob Sinclar – „Tik Tok” (gościnnie Sean Paul)
- Jidax – „Get Crushed”
- Michael Canitrot & Ron Carroll – „When You Got Love”
- David Guetta – „Turn Me On”(gościnnie Nicki Minaj)

2012
- Bob Sinclar - ”Far l'amore” (gościnnie Raffaella Carrà)
- Bob Sinclar – „Wild Thing” (gościnnie Snoop Dogg)
- Fatboy Slim – „Praise You” (Michael Calfan private edit)
- David Guetta – „She Wolf (Falling to Pieces)” (gościnnie Sia)
- Dimitri Vegas, Like Mike & Regi – „Need You There (Momentum)”
- Dennis Ferrer – „Hey Hey” (Bob Sinclar & Michael Calfan Edit)

2013
- Marcus Schossow – „Reverie”
- Afrojack – „The Spark” (gościnnie Spree Wilson)

2014
- Switchfoot – „Who We Are”

2015
- Oliver Heldens – „Koala”
- Major Lazer – „Powerful” (gościnnie Ellie Goulding & Tarrus Riley)
- Duke Dumont – „Ocean Drive”

## Nagrody i nominacje
NRJ DJ Awards
| Rok  | Nominowane dzieło | Kategoria                                                               | Rezultat  |
| ---- | ----------------- | ----------------------------------------------------------------------- | --------- |
| 2012 | –                 | Révélation francophone de l'année (Największe frankofońskie objawienie) | Nominacja |
| 2015 | –                 | Meilleur DJ français (Najlepszy francuski DJ)                           | Nominacja |

Fun Radio Dj Awards
| Rok  | Nominowane dzieło | Kategoria                                                         | Rezultat |
| ---- | ----------------- | ----------------------------------------------------------------- | -------- |
| 2015 | –                 | Meilleure Révélation Française (Największe francuskie objawienie) | Wygrana  |